# Бура (гора, Тыва)

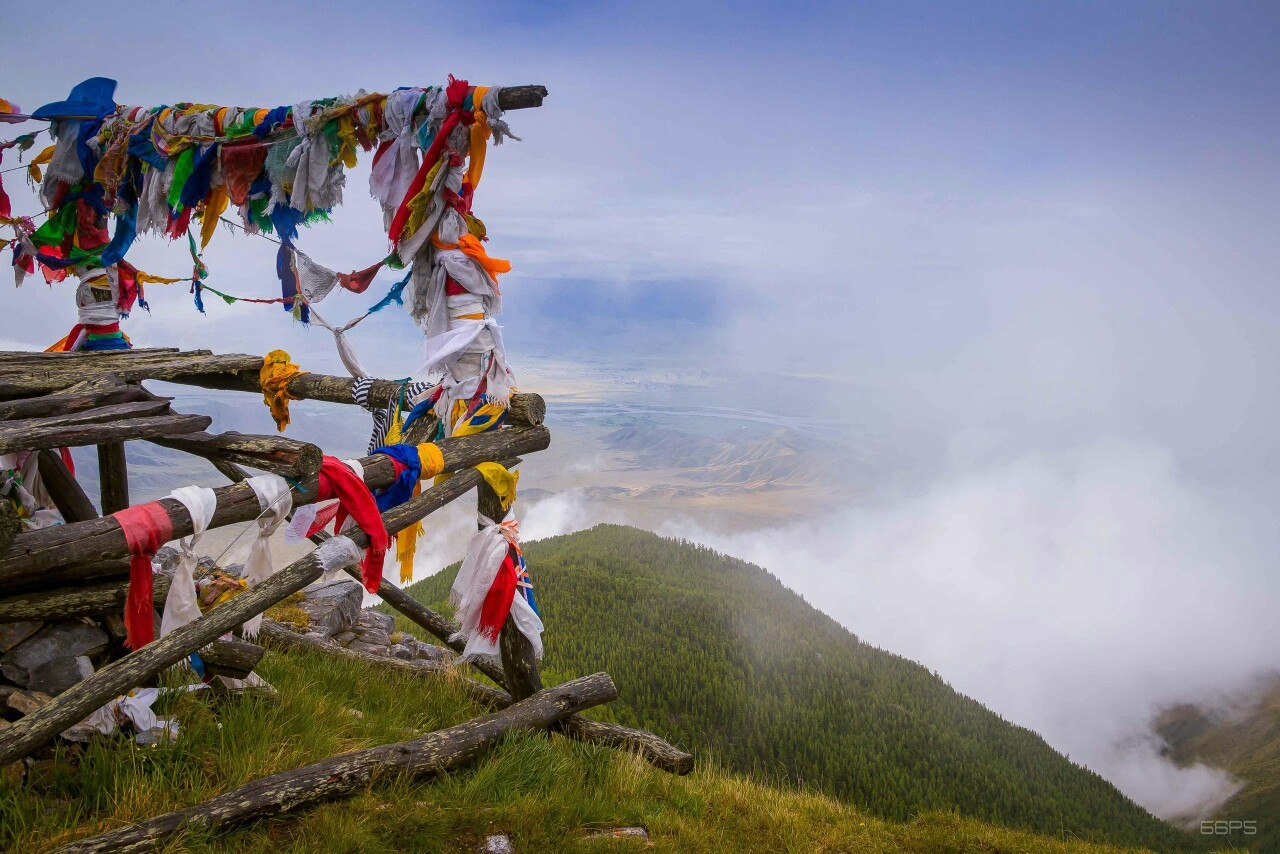
Вершина Горы Бура

Бура (Буура) — гора на северо-западе Улуг-Хемской котловины, в 20 км к северу от Тувинского города Шагонар.
Буура — по-тувински верблюд, который является крупнейшим животным в республике.
Ежегодно проводится традиционное освящение горы Бура. На вершине горы повязываются кадаки и специальные флажки для поднятия Духа — Хей-аът, на которых пишут имена родных и близких. Женщины по древним обычаем на освящение не допускаются, но могут отправить свои подношения.